# Simon Trummer
Simon Trummer, född 8 juni 1989 i Frutigen, är en schweizisk racerförare.

## Racingkarriär
| År                                               | Klass/Mästerskap              | Team                  | Bil                      | Totalt/poäng   | Bästa placering          |
| ------------------------------------------------ | ----------------------------- | --------------------- | ------------------------ | -------------- | ------------------------ |
| 2006                                             | Formula Lista Junior          | ?                     | ?                        | 18:e/10p       | ?                        |
| 2007                                             | LO Formula Renault 2.0 Suisse | BMS Böhlen Motorsport | Tatuus FR2000 (Renault)  | 7:a/119p       | 4:a på Varano (Race 2)   |
| 2008                                             | Formula Renault 2.0 Italia    | Jenzer Motorsport     | Tatuus FR2000 (Renault)  | 33:a/7p        | 12:a på Spa (Race 1)     |
| 2008                                             | LO Formula Renault 2.0 Suisse | Jenzer Motorsport     | Tatuus FR2000 (Renault)  | 2:a/244p       | Två segrar               |
| 2008                                             | International Formula Master  | Iris Project          | Tatuus IFM (Honda K20A)  | -/0p           | Två tiondeplatser        |
| 2009                                             | International Formula Master  | Iris Project          | Tatuus IFM (Honda K20A)  | 11:a/11p       | 3:a på Spa (Race 1)      |
| 2010                                             | GP3 Series                    | Jenzer Motorsport     | Dallara GP3/10 (Renault) | 25:a/4p        | 6:a i Barcelona (Race 1) |
| 2011                                             | GP3 Series                    | MW Arden              | Dallara GP3/10 (Renault) | säsongen pågår | säsongen pågår           |
| Senast uppdaterad: 2011-05-20 (4981 dagar sedan) |                               |                       |                          |                |                          |